# Azionista
Un azionista (in lingua inglese: shareholder o stockholder) è un soggetto che legalmente possiede/è titolare di una o più azioni di una o più società.

## Caratteristiche e differenze con gli obbligazionisti
Gli azionisti sono considerati parte degli stakeholder, cioè coloro che sono portatori/titolari di interessi nei confronti di una società. Per la precisione, sono tutte le persone fisiche e giuridiche che acquistano le azioni di una società, a prescindere che siano di nuova emissione o siano già state acquistate da un precedente azionista che le rivende attraverso il mercato pubblico e regolamentato, cioè la borsa, o attraverso canali privati e meno regolamentati, cioè over the counter OTC. Gli azionisti possono essere persone comuni, investitori arricchiti come gli high net worth individual HNWI, altre società come corporation, banche e assicurazioni, società in accomandita che gestiscono fondi (sia speculativi che non, e.g. hedge fund e ETF) e lo Stato. In quest'ultimo caso, si dice che l'azienda è a partecipazione statale/pubblica.
L'azionista, comprando le azioni, finanzia non a debito una società. In corporate finance, il finanziamento non a debito, tale per cui la società non accumula gravame (liability) sul proprio capitale sociale, si chiama finanziamento ad equity (equity financing). Con l'acquisto di azioni, versa i soldi dell'acquisto nel capitale sociale della società. Secondo il principio plutocratico, in base a quanto ha versato, ha il diritto a ricevere una parte degli utili/profitti generati dalle attività della società sotto forma di dividendi. Per esempio, se ha comprato azioni per un totale del 20% del capitale sociale/di rischio, ha diritto al 20% dei profitti ogni volta che si distribuiscono. Pertanto, sono investimenti a scopo di lucro. Gli azionisti nel mercato finanziario primario sono coloro che aderendo ad un'Initial Public Offering IPO hanno fornito capitale alla società. Gli azionisti nel mercato secondario sono quelli che hanno comprato le azioni da altri azionisti e non hanno quindi fornito capitale direttamente alla società.
Gli azionisti, in base al tipo di azione che comprano, si dividono in azionisti ordinari e privilegiati: i primi comprano le azioni ordinarie (common stock/ordinary shares), mentre i secondi comprano le azioni privilegiate (preferred stock/shares). I primi, in proporzione a quanto capitale sociale versano, hanno un diritto di voto proporzionato nell'assemblea dei soci (shareholders' meeting), mentre i secondi rinunciano al diritto di voto acquistando delle azioni che gli conferiscono il diritto di precedenza/prelazione sugli azionisti ordinari in sede di distribuzione dei dividendi e/o in sede di liquidazione. Nonostante si formi una gerarchia di azionisti in base all'ordine di distribuzione dei dividendi e alla precedenza, tuttavia tutti gli azionisti hanno diritto a partecipare agli utili sotto forma di dividendi. In altre parole, in diritto societario vige il divieto assoluto di patto leonino.
Quanto al diritto di voto, per esempio se un azionista versa il 20% del capitale sociale, il suo solo voto in assemblea vale 20 su 100. Il principio plutocratico vige se, nello statuto sociale/articoli di associazione, si spiega esplicitamente che si utilizza. Di fatto, la norma di default, che si può anche non seguire, non indica il principio plutocratico ma il principio "one share, one vote" (un'azione, un voto). Per esempio, se un azionista su 250 azioni ordinarie ne ha comprate 34, il suo voto vale 34 su 250 nel momento in cui si vota nell'assemblea dei soci.
Gli azionisti, in base a una seconda suddivisione, si possono distinguere tra "azionisti di maggioranza/azionisti di controllo" (majority shareholders) e "azionisti di minoranza" (minority shareholders) in base a quanto capitale sociale e diritto di voto hanno. Se non si contano i decimali, gli azionisti di maggioranza (può anche essere unico) possiedono il 51% del capitale sociale, quindi il loro voto è determinante. Gli azionisti di minoranza possiedono fino al 49% del capitale sociale, ma godono di alcune tutele in diritto societario siccome possono essere esposti alle mosse opportunistiche degli azionisti di maggioranza.
Gli azionisti non sono da confondere con gli obbligazionisti (bondholder), cioè i detentori di obbligazioni societarie (corporate bond), fermo restando che i bond possono anche essere emessi da governi e municipalità (si pensi ad esempio ai titoli di Stato). Entrambi sono titolari di valori mobiliari, meglio noti come security (ovvero azioni, obbligazioni e derivati), ma le azioni e le obbligazioni funzionano diversamente. Le azioni portano a guadagni non dati per scontato e sotto forma di dividendi, mentre le obbligazioni sono denaro prestato a una società (o uno Stato) da restituire maggiorati di interessi maturati a una data di scadenza. Le azioni permettono un finanziamento a equity siccome sono titoli di capitale (equity securities), mentre le obbligazioni permettono un finanziamento a debito insieme ai prestiti in banca, anch'essi da restituire con interessi: sono dunque dei titoli di debito (debt securities). In sede di liquidazione, gli obbligazionisti hanno diritto di prelazione sugli azionisti privilegiati, che hanno diritto di prelazione a loro volta sugli azionisti ordinari. Ma i primi ad avere diritto di soddisfazione del credito sono sempre le banche, a meno che ci sono parti lese che hanno vinto tramite processo in tribunale un diritto al risarcimento. Gli obbligazionisti effettuano un investimento meno rischioso degli azionisti privilegiati, a loro volta più tutelati rispetto agli azionisti ordinari.
Gli azionisti, se finanziano a equity una società tramite canali pubblici, praticano il public equity financing, mentre se finanziano una società attraverso canali privati, praticano il private equity financing. Per esempio, gli angel investor finanziano le startup (e dunque le società classificate tra le nano-cap in base alla capitalizzazione di mercato) tramite private equity in quanto usano canali privati: le startup, in quanto società nate da poco e con una market cap bassa, non sono quotate in borsa e raccolgono il seed capital tramite private equity.

## I diritti
In base al tipo di azioni detenute, all'azionista sono garantiti alcuni diritti in tutti gli ordinamenti, ad esempio:
- il diritto di vendere le proprie azioni nel mercato privato o pubblico (le azioni infatti sono titoli negoziabili, cioè scambiabili tramite compravendita, e sono facilmente liquidabili)
- il diritto di voto e partecipazione all'assemblea dei soci (a meno che acquistano delle azioni privilegiate tale per cui rinunciano a esercitare il diritto di voto)
- il diritto ai dividendi (ammesso che la società sia profittevole: i debiti eccessivi o le attività flop non ne generano o li erodono, abbassandone il valore e dunque il valore stesso delle azioni)
- il diritto ad acquistare nuove azioni emesse dalla società (le azioni sono emesse per raccogliere nuovi finanziamenti in vista di nuove attività, cioè per ricapitalizzarsi a equity, o in caso di dissesto)
- il diritto alle attività rimaste dopo la liquidazione della società (ammesso che gli asset rimanenti siano sufficienti solo e unicamente per ripagare le banche e gli obbligazionisti)

## Responsabilità
Dibattiti sulla responsabilità etiche e sociali degli azionisti per l'uso che viene fatto con le loro quote sono sorti a partire dall'avvocato Louis Brandeis nel 1915 e susseguiti fino ad oggi con diverse interpretazioni.